# Zaborze (przystanek kolejowy)
Zaborze – przystanek kolejowy w Zaborzu, w województwie śląskim, w Polsce. Znajduje się na wysokości 266 m n.p.m.

## Historia
Budowa przystanku została zainaugurowana w dniu 11 lipca 1958 roku. W dniu 31 maja 1959 roku obiekt został otwarty. Na przystanku wzniesiono budynek, w którym została zlokalizowana ogrzewana poczekalnia oraz kasa biletowa z posterunkiem dróżniczym. W 2000 roku kasa biletowa i poczekalnia zostały zamknięte. Władze samorządowe nie były zainteresowane przejęciem nieruchomości. Natomiast w 2017 roku budynek rozebrano. W kwietniu 2020 roku została przeprowadzona rozbiórka peronu w ramach rewitalizacji linii kolejowej. Natomiast w maju przystąpiono do budowy nowego peronu. W sierpniu 2020 roku zakończono prace budowlane. W listopadzie 2020 roku udostępniono nowy peron przystanku. 

## Ruch pasażerski
| Rok  | Wymiana pasażerska na dobę |
| ---- | -------------------------- |
| 2017 | 10-19                      |
| 2022 | 20-49                      |